# Дискографија групе Nirvana
Дискографија групе Nirvana, америчког гранџ бенда, састоји се од 3 студијска албума, 3 уживо албума, 4 компилације, 6 видео-албума, 2 ЕП-а, 2 бокс сета и 21 сингла.
Групу су основали гитариста Курт Кобејн и басиста Крист Новоселић, а бубњари су се често смењивали, а на том месту се најдуже задржао последњи бубњар Дејв Грол. Свој први студијски албум Bleach Nirvana је издала у сарадњи са издавачком кућом Sub Pop. Свој други студијски албум Nevermind постао је један од најпродаванијих алтернативних албума 1990-их и популаризовао гранџ и алтернативну музику. Трећи студијски албум In Utero је такође доживео велики успех иако није достигао број продатих копија као што је то био случај са Nevermind. Након Кобејнове смрти бенд је престао да постоји и неколико песама је издато постхумно што је проузроковало сукоб између осталих чланова бенда са Кобејновом удовицом Кортни Лав. Укупно гледано, бенд је продао око 27.600.000 албума у САД и преко 75.000.000 широм света.

## Албуми

### Студијски албуми
| Назив     | Детаљи                                                                           | Позиције на листама | Позиције на листама | Позиције на листама | Позиције на листама | Позиције на листама | Позиције на листама | Позиције на листама | Позиције на листама | Позиције на листама | Позиције на листама | Позиције на листама | Позиције на листама | Број продатих примерака              | Сертификати |
| Назив     | Детаљи                                                                           | САД                 | АУС                 | АУТ                 | КАН                 | ФИН                 | ЈПН                 | ХОЛ                 | НЗЛ                 | НОР                 | ШВЕ                 | ШВА                 | УК                  | Број продатих примерака              | Сертификати |
| --------- | -------------------------------------------------------------------------------- | ------------------- | ------------------- | ------------------- | ------------------- | ------------------- | ------------------- | ------------------- | ------------------- | ------------------- | ------------------- | ------------------- | ------------------- | ------------------------------------ | --- |
| Bleach    | - Датум објављивања: 15. јун 1989. - Издавач: Sub Pop - Формат: ЦД, касета, ЛП   | 89                  | 34                  | 26                  | —                   | 22                  | 46                  | —                   | 30                  | —                   | —                   | —                   | 33                  | - САД: 1.900.000                     | - САД: Платинасти - КАН: Златни - ФРА: 2× Златни - УК: Платинасти |
| Nevermind | - Датум објављивања: 24. септембар 1991. - Издавач: DGC - Формат: ЦД, касета, ЛП | 1                   | 2                   | 2                   | 1                   | 1                   | 24                  | 3                   | 2                   | 2                   | 1                   | 2                   | 5                   | - САД: 10.640.000 - Свет: 30.000.000 | - САД: Дијамантски - АУС: 5× Платинасти - АУТ: Платинасти - БРА: Платинасти - КАН: Дијамантски - ДАН: 5× Платинасти - ФИН: Златни - ФРА: Дијамантски - НЕМ: 2× Платинасти - ИТА: 2× Платинасти - ХОЛ: Платинасти - НЗЛ: 7× Платинасти - ШВЕ: Златни - ШВА: Платинасти - УК: 5× Платинасти |
| In Utero  | - Датум објављивања: 21. септембар 1993. - Издавач: - Формат: ЦД, касета, ЛП     | 1                   | 2                   | 8                   | 3                   | 6                   | 13                  | 4                   | 3                   | 7                   | 1                   | 16                  | 1                   | - САД: 5.000.000 - Свет: 15.000.000  | - САД: 5× Платинасти - АУТ: Златни - АУС: 2× Платинасти - БРА: Златни - КАН: 6× Платинасти - ФРА: Платинасти - НЕМ: Златни - ИТА: Златни - НЗЛ: 3x Платинасти - ХОЛ: Златни - НОР: Златни - ШВЕ: Златни - УК: 2× Платинасти                                                               |

### Уживо албуми
| Назив                               | Детаљи                                                                                  | Позиције на листама | Позиције на листама | Позиције на листама | Позиције на листама | Позиције на листама | Позиције на листама | Позиције на листама | Позиције на листама | Позиције на листама | Позиције на листама | Позиције на листама | Позиције на листама | Број продатих примерака | Сертификати |
| Назив                               | Детаљи                                                                                  | САД                 | АУС                 | АУТ                 | КАН                 | ФИН                 | ЈПН                 | ХОЛ                 | НЗЛ                 | НОР                 | ШВЕ                 | ШВА                 | УК                  | Број продатих примерака | Сертификати |
| ----------------------------------- | --------------------------------------------------------------------------------------- | ------------------- | ------------------- | ------------------- | ------------------- | ------------------- | ------------------- | ------------------- | ------------------- | ------------------- | ------------------- | ------------------- | ------------------- | ----------------------- | --- |
| MTV Unplugged in New York           | - Датум објављивања: 1. новембар 1994. - Издавач: - Формат: ЦД, касета, ЛП              | 1                   | 1                   | 1                   | 1                   | 3                   | 20                  | 2                   | 1                   | 6                   | 2                   | 3                   | 1                   | - САД: 5.100.000        | - САД: 5× Платинасти - АУС: 5× Платинасти - АУТ: 2× Платинасти - БРА: Платинасти - КАН: 9× Платинасти - ЕУ: 2× Платинасти - ФИН: Златни - ФРА: 2× Платинасти - ИТА: Платинасти - НЗЛ: Платинасти - ХОЛ: Платинасти - НОР: Платинасти - ШПА: 2× Платинасти - ШВЕ: Златни - ШВА: 2× Платинасти - УК: 3× Платинасти |
| From the Muddy Banks of the Wishkah | - Датум објављивања: 1. октобар 1996. - Издавач: - Формат: ЦД, касета, ЛП               | 1                   | 1                   | 3                   | 1                   | 2                   | 12                  | 14                  | 2                   | 8                   | 6                   | 9                   | 4                   | - САД: 1.300.000        | - САД: Платинасти - АУТ: Златни - КАН: 2× Платинасти - ФРА: 2× Златни - УК: Златни |
| Live at Reading                     | - Датум објављивања: 3. новембар 2009. - Издавач: - Формат: ЦД, ЦД+DVD, двоструки албум | 37                  | —                   | 28                  | 17                  | —                   | 7                   | 64                  | 33                  | 28                  | —                   | 97                  | 32                  | - САД: 148.000          | - УК: Сребрни |
| Live at the Paramount               | - Датум објављивања: 5. април 2019. - Издавач: - Формат: двоструки албум                | —                   | —                   | —                   | —                   | —                   | —                   | —                   | —                   | —                   | —                   | —                   | —                   |                         | |

### Компилацијски албуми
| Назив                                                                              | Детаљи                                                                      | Позиције на листама | Позиције на листама | Позиције на листама | Позиције на листама | Позиције на листама | Позиције на листама | Позиције на листама | Позиције на листама | Позиције на листама | Позиције на листама | Позиције на листама | Позиције на листама | Број продатих примерака | Сертификати |
| Назив                                                                              | Детаљи                                                                      | САД                 | АУС                 | АУТ                 | КАН                 | ФИН                 | ЈПН                 | ХОЛ                 | НЗЛ                 | НОР                 | ШВЕ                 | ШВА                 | УК                  | Број продатих примерака | Сертификати |
| ---------------------------------------------------------------------------------- | --------------------------------------------------------------------------- | ------------------- | ------------------- | ------------------- | ------------------- | ------------------- | ------------------- | ------------------- | ------------------- | ------------------- | ------------------- | ------------------- | ------------------- | ----------------------- | --- |
| Incesticide                                                                        | - Датум објављивања: 14. децембар 1992. - Издавач: - Формат: ЦД, касета, ЛП | 39                  | 22                  | 10                  | 21                  | 16                  | 50                  | 31                  | 23                  | —                   | 27                  | 18                  | 14                  | - САД: 1.400.000        | - САД: Платинасти - КАН: 2× Платинасти - ФРА: Златни - УК: Платинасти |
| Nirvana                                                                            | - Датум објављивања: 29. октобар 2002. - Издавач: - Формат: ЦД, касета, ЛП  | 3                   | 1                   | 1                   | 2                   | 9                   | 6                   | 12                  | 2                   | 5                   | 10                  | 2                   | 3                   | - САД: 2.400.000        | - САД: 2x Платинасти - AUS: 5× Платинасти - АУТ: Платинасти - БРА: Платинасти - ЕУ: 2× Платинасти - ФИН: Златни - ФРА: Златни - ИТА: Платинасти - НЗЛ: Платинасти - НОР: Платинасти - ШПА: Златни - ШВЕ: Платинасти - ШВА: Платинасти - УК: 3× Платинасти |
| Sliver: The Best of the Box                                                        | - Датум објављивања: 1. новембар 2005. - Издавач: - Формат: ЦД              | 21                  | 95                  | 26                  | —                   | —                   | 33                  | —                   | —                   | —                   | —                   | 87                  | 56                  | - САД: 376.000          | |
| Icon                                                                               | - Датум објављивања: 31. август 2010. - Издавач: - Формат: ЦД               | —                   | —                   | —                   | —                   | —                   | —                   | —                   | —                   | —                   | —                   | —                   | —                   |                         | - КАН: Златни |
| „—” означава албуме који нису били на листама или нису били објављени у тој држави |                                                                             |                     |                     |                     |                     |                     |                     |                     |                     |                     |                     |                     |                     |                         | |

## Бокс сетови
| Назив                                                                              | Детаљи                                                                                | Позиције на листама | Позиције на листама | Позиције на листама | Позиције на листама | Позиције на листама | Позиције на листама | Позиције на листама | Позиције на листама | Позиције на листама | Позиције на листама | Позиције на листама | Број продатих примерака | Сертификати                     |
| Назив                                                                              | Детаљи                                                                                | САД                 | АУТ                 | КАН                 | ДАН                 | ФРА                 | ЈПН                 | ХОл                 | НЗЛ                 | НОР                 | ШВИ                 | УК                  | Број продатих примерака | Сертификати                     |
| ---------------------------------------------------------------------------------- | ------------------------------------------------------------------------------------- | ------------------- | ------------------- | ------------------- | ------------------- | ------------------- | ------------------- | ------------------- | ------------------- | ------------------- | ------------------- | ------------------- | ----------------------- | ------------------------------- |
| Singles                                                                            | - Датум објављивања: децембар 1995. - Издавач: - Формат: 6×ЦД бокс сет                | —                   | —                   | —                   | 5                   | 17                  | —                   | —                   | —                   | —                   | —                   | 101                 |                         |                                 |
| With the Lights Out                                                                | - Датум објављивања: 23. новембар 2004. - Издавач: - Формат: 3×ЦД+DVD бокс сет        | 19                  | 34                  | 10                  | —                   | 20                  | 16                  | 65                  | 39                  | 31                  | 28                  | 56                  | - САД: 546.000          | - САД: Платинасти - УК: Сребрни |
| Nevermind: The Singles                                                             | - Датум објављивања: 25. новембар 2011. - Издавач: - Формат: 4 x 10" винилни вокс сет | —                   | —                   | —                   | —                   | —                   | —                   | —                   | —                   | —                   | —                   | —                   |                         |                                 |
| „—” означава албуме који нису били на листама или нису били објављени у тој држави |                                                                                       |                     |                     |                     |                     |                     |                     |                     |                     |                     |                     |                     |                         |                                 |

## ЕП-ови
| Назив                                                                              | Детаљи                                                                                  | Позиције на листама | Позиције на листама | Коментари |
| Назив                                                                              | Детаљи                                                                                  | АУС                 | ЈПН                 | Коментари |
| ---------------------------------------------------------------------------------- | --------------------------------------------------------------------------------------- | ------------------- | ------------------- | --- |
| Blew                                                                               | - Датум објављивања: децембар 1989. - Издавач: - Формат: Сингл од 12 инча, ЦД           | —                   | —                   | Било је планирано да буде објављен да промовише надолазећу европску турнеју, али је план за то отказан, па је ЕП објављен у УК убрзо након што је снимљен.           |
| Hormoaning                                                                         | - Датум објављивања: 5. фебруар 1992. - Издавач: - Формат: Сингл од 12 инча, ЦД, касета | 2                   | 67                  | је издат само у Аустралији и Јапану са два различита омота са циљем да промовише турнеју Пацифичког обруча. је доживео поновно издавање 2011. као ограничено издање. |
| „—” означава албуме који нису били на листама или нису били објављени у тој држави |                                                                                         |                     |                     | |

## Синглови

### Малопродајни синглови
| Песма                                                                              | Година | Позиције на листама | Позиције на листама | Позиције на листама | Позиције на листама | Позиције на листама | Позиције на листама | Позиције на листама | Позиције на листама | Позиције на листама | Позиције на листама | Позиције на листама | Позиције на листама | Позиције на листама | Позиције на листама | Сертификати | Албум            |
| Песма                                                                              | Година | САД                 | САД гл.             | САД алт.            | АУС                 | БЕЛ                 | КАН                 | ЕУ                  | ФИН                 | ФРА                 | ИРС                 | ХОЛ                 | НЗЛ                 | ШВЕ                 | УК                  | Сертификати | Албум            |
| ---------------------------------------------------------------------------------- | ------ | ------------------- | ------------------- | ------------------- | ------------------- | ------------------- | ------------------- | ------------------- | ------------------- | ------------------- | ------------------- | ------------------- | ------------------- | ------------------- | ------------------- | --- | ---------------- |
| Love Buzz                                                                          | 1988   | —                   | —                   | —                   | —                   | —                   | —                   | —                   | —                   | —                   | —                   | —                   | —                   | —                   | —                   | |                  |
| Sliver                                                                             | 1990   | —                   | —                   | 19                  | —                   | —                   | —                   | —                   | —                   | —                   | 23                  | —                   | —                   | —                   | 77                  | | Сингл ван албума |
| Smells Like Teen Spirit                                                            | 1991   | 6                   | 7                   | 1                   | 5                   | 1                   | 9                   | 4                   | 8                   | 1                   | 15                  | 3                   | 1                   | 3                   | 7                   | - САД: Платинасти (физички) - САД: Златни (дигитални) - АУС: Златни - ДАН: Платинасти - ИТА: 2× Платинасти - НЗЛ: Златни - ШВЕ: Златни - УК: 2× Платинасти |                  |
| Come as You Are                                                                    | 1992   | 32                  | 3                   | 3                   | 25                  | 15                  | 27                  | 15                  | 8                   | 12                  | 7                   | 16                  | 3                   | 24                  | 9                   | - ИТА: Платинасти - УК: Златни |                  |
| Lithium                                                                            | 1992   | 64                  | 16                  | 25                  | 53                  | 28                  | 83                  | 19                  | 1                   | —                   | 5                   | 17                  | 28                  | —                   | 11                  | - УК: Сребрни |                  |
| In Bloom                                                                           | 1992   | —                   | 5                   | —                   | 73                  | —                   | —                   | 65                  | 16                  | —                   | 7                   | 87                  | 20                  | 30                  | 28                  | |                  |
| Heart-Shaped Box                                                                   | 1993   | —                   | 4                   | 1                   | 21                  | 31                  | 17                  | 16                  | 9                   | 37                  | 6                   | 36                  | 9                   | 16                  | 5                   | - УК: Сребрни | In Utero         |
| All Apologies/ Rape Me                                                             | 1993   | —                   | 4 —                 | 1 —                 | 58                  | 43                  | 41 —                | 77                  | —                   | 20                  | 20                  | —                   | 32                  | —                   | 32                  | | In Utero         |
| Pennyroyal Tea                                                                     | 1994   | —                   | —                   | —                   | —                   | —                   | —                   | —                   | —                   | —                   | —                   | —                   | —                   | —                   | 121                 | | In Utero         |
| About a Girl                                                                       | 1994   | —                   | 3                   | 1                   | 4                   | 13                  | 10                  | 64                  | 8                   | 23                  | —                   | 22                  | —                   | 20                  | —                   | |                  |
| You Know You're Right                                                              | 2002   | 45                  | 1                   | 1                   | —                   | —                   | —                   | —                   | —                   | —                   | —                   | —                   | —                   | —                   | —                   | |                  |
| „—” означава албуме који нису били на листама или нису били објављени у тој држави |        |                     |                     |                     |                     |                     |                     |                     |                     |                     |                     |                     |                     |                     |                     | |                  |

Напомене
1. ↑  Сингл Love Buzz је био ограничен на 1000 малопродајних копија и 200 промоционих копија.
2. ↑  Sliver није објављен као независтан сингл 1990, али није био на листама у Ирској до успеха албума Nevermind нити у САД до појаве на компилацијском албуму Incesticide.
3. ↑  Синглови All Apologies и Rape Me су објављени као двоструки сингл па се позиције на листама рачунају за обе песме, али радијске листе узимају у обзир само All Apologies.
4. ↑  Сингл All Apologies се није појавио на Билбордовој хот 100 листи, али јесте на Билбордовој хот 100 радијској листи.[77]
5. ↑  Сингл Pennyroyal Tea није објављиван након Кобејнове смрти али је био на 1. месту Билбордове Hot Singles Sales листе,[78] када је поново издат 2014. године.
6. ↑  Сингл Pennyroyal Tea није објављиван након Кобејнове смрти, али је достигао 4. место на британској листи физичких синглова,[79] и 121. место на британској листи синглова,[80] када је поново издат 2014. године.
7. ↑  Сингл About a Girl је објављен само у Континенталној Европи и Аустралији, али је песма издата у САД-у на радио станицама.
8. ↑  Сингл About a Girl се није појавио на Билбордовој хот 100 листи, али јесте на 22. месту Билбордове хот 100 радијске листе.[77]
9. ↑  You Know You're Right је објављен само као промоциони и преузимајући сингл.

### Промоциони синглови
| Песма                                                                              | Година | Позиције на листама | Позиције на листама | Позиције на листама | Позиције на листама | Позиције на листама | Позиције на листама | Позиције на листама | Позиције на листама | Позиције на листама | Позиције на листама | Албум          |
| Песма                                                                              | Година | САД радио           | САД гл.             | САД алт.            | БЕЛ                 | КАН                 | КАН Alt.            | ЕУ радио            | ФИН радио           | ФРА                 | POL Air             | Албум          |
| ---------------------------------------------------------------------------------- | ------ | ------------------- | ------------------- | ------------------- | ------------------- | ------------------- | ------------------- | ------------------- | ------------------- | ------------------- | ------------------- | -------------- |
| On a Plain                                                                         | 1991   | —                   | —                   | 25                  | —                   | —                   | —                   | —                   | —                   | —                   | —                   |                |
| Molly's Lips                                                                       | 1992   | —                   | —                   | —                   | —                   | —                   | —                   | —                   | —                   | —                   | —                   |                |
| Dumb                                                                               | 1994   | —                   | —                   | 37                  | —                   | —                   | —                   | —                   | —                   | —                   | —                   |                |
| Sappy                                                                              | 1994   | —                   | —                   | 9                   | —                   | —                   | —                   | —                   | —                   | —                   | —                   | No Alternative |
| All Apologies                                                                      | 1994   | —                   | —                   | —                   | —                   | —                   | —                   | —                   | —                   | —                   | —                   |                |
| The Man Who Sold the World                                                         | 1995   | 39                  | 12                  | 6                   | 40                  | 22                  | —                   | 29                  | —                   | 149                 | 1                   |                |
| Where Did You Sleep Last Night                                                     | 1995   | —                   | —                   | —                   | —                   | —                   | —                   | —                   | —                   | —                   | —                   |                |
| Lake of Fire                                                                       | 1995   | —                   | 22                  | —                   | —                   | —                   | 17                  | —                   | —                   | —                   | —                   |                |
| Aneurysm                                                                           | 1996   | 63                  | 11                  | 13                  | —                   | 49                  | 1                   | —                   | 40                  | —                   | 17                  |                |
| Drain You                                                                          | 1996   | —                   | —                   | 44                  | —                   | —                   | —                   | —                   | —                   | —                   | —                   |                |
| „—” означава албуме који нису били на листама или нису били објављени у тој држави |        |                     |                     |                     |                     |                     |                     |                     |                     |                     |                     |                |

Напомене
1. ↑  Објављен само у САД.
2. ↑  Објављен само у Бразилу.

### Одвојени синглови
| Candy/Molly's Lips                                                                 | 1991 | The Fluid        | —  | —  |
| Here She Comes Now/Venus in Furs                                                   | 1991 | The Melvins      | —  | —  |
| Puss/Oh, the Guilt                                                                 | 1993 | The Jesus Lizard | 12 | 36 |
| „—” означава албуме који нису били на листама или нису били објављени у тој држави |      |                  |    |    |

### Остале сертификоване песме
| Песма      | Година | Сертификати   | Албум |
| ---------- | ------ | ------------- | ----- |
| Been a Son | 1989   | - ДАН: Златни |       |

## Видео спотови
| Назив                      | Година | Режисер(и)     |
| -------------------------- | ------ | -------------- |
| Paper Cuts                 | 1988   |                |
| If You Must                | 1988   |                |
| In Bloom (Sub Pop version) | 1990   | Стив Браун     |
| Smells Like Teen Spirit    | 1991   | Самјуел Бајер  |
| Come as You Are            | 1992   | Кевин Керслејк |
| Lithium                    | 1992   | Кевин Керслејк |
| In Bloom                   | 1992   | Кевин Керслејк |
| Sliver                     | 1993   | Кевин Керслејк |
| {Heart-Shaped Box          | 1993   | Антон Корбејн  |
| You Know You're Right      | 2002   | Крис Хафнер    |

## Видео албуми
| Назив                                                                              | Детаљи | Позиције на листама | Позиције на листама | Позиције на листама | Позиције на листама | Сертификати                                                                                       |
| Назив                                                                              | Детаљи | САД                 | АУС                 | НЗЛ                 | НОР                 | Сертификати                                                                                       |
| ---------------------------------------------------------------------------------- | --- | ------------------- | ------------------- | ------------------- | ------------------- | ------------------------------------------------------------------------------------------------- |
| Live! Tonight! Sold Out!!                                                          | - Датум објављивања: 15. новембар 1994. - Формат: VHS, Laserdisc - Датум објављивања: 7. новембар 2006. - Формат: DVD - Издавач: | 2                   | 9                   | 6                   | 6                   | - САД: 3× Платинасти - АУС: Платинасти - КАН: 2× Платинасти - НЗЛ: Платинасти - УК: 2× Платинасти |
| Classic Albums: Nirvana – Nevermind                                                | - Датум објављивања: 22. март 2005. - Издавач: Eagle Rock Entertainment - Формат: DVD                                            | —                   | 13                  | —                   | 3                   | - САД: Платинасти - АУС: Платинасти - НЗЛ: Златни                                                 |
| MTV Unplugged in New York                                                          | - Датум објављивања: 20. новембар 2007. - Издавач: - Формат: DVD                                                                 | 6                   | 3                   | —                   | 1                   | - УК: Платинасти - АУС: Платинасти - НЗЛ: Платинасти                                              |
| Live at Reading                                                                    | - Датум објављивања: 2. новембар 2009. - Издавач: - Формат: DVD                                                                  | 1                   | 4                   | —                   | —                   | - АУС: Платинасти - НЗЛ: Златни                                                                   |
| Live at the Paramount                                                              | - Датум објављивања: 27. септембар 2011. - Издавач: - Формат: DVD, Блу-реј                                                       | 1                   | 1                   | 4                   | —                   | - АУС: Златни                                                                                     |
| Live and Loud                                                                      | - Датум објављивања: 24. септембар 2013. - Издавач: - Формат: DVD                                                                | 1                   | 2                   | —                   | —                   |                                                                                                   |
| „—” означава албуме који нису били на листама или нису били објављени у тој држави | |                     |                     |                     |                     |                                                                                                   |

## Остали наступи
| Песма                         | Година | Албум                                                | Коментар |
| ----------------------------- | ------ | ---------------------------------------------------- | --- |
| Spank Thru                    | 1988   | Sub Pop 200                                          | Поновно снимање песме која је први пут извођена 1985. од стране групе Fecal Matter коју су чинили и чланови групе Nirvana. |
| Mexican Seafood               | 1989   |                                                      | Објављена касније на албуму . |
| Beeswax                       | 1991   | Kill Rock Stars                                      | Објављена касније на албуму . |
| Dive                          | 1991   | The Grunge Years                                     | Објављена касније на албуму . |
| Do You Love Me?               | 1990   | Hard to Believe: Kiss Covers Compilation             | Прерада песме групе Кис из 1976. године. |
| Here She Comes Now            | 1990   | Heaven & Hell: A Tribute to The Velvet Underground   | Прерада песме групе Велвет андерграунд из 1968. године. Претходно издата на Here She Comes Now/Venus in Furs 1991, а касније на 2004. и на 20. годишњици албума 2011. године.                                                                      |
| Return of the Rat             | 1993   | Eight Songs for Greg Sage and The Wipers             | Прерада песме групе Вајперс из 1979. године. Касније издата на . |
| Verse Chorus Verse            | 1993   | No Alternative                                       | Допринос борби против Сиде и скривена песма. Оригинални назив песме је био Sappy, али је преименован због издавања на No Alternative. Касније је издат и на албуму 2004. са називом Sappy и на 20. годишњици албума 2013. године са истим називом. |
| I Hate Myself and Want to Die | 1993   | The Beavis and Butt-head Experience                  | Снимљено током снимања албума In Utero. Ова верзија песме је пила на страни Б отказаног Pennyroyal Tea сингла, али је другачија од верзије на албуму With the Lights Out.                                                                                  |
| Pay to Play                   | 1994   | DGC Rarities Vol. 1                                  | Ова песма је почетна верзија песме Stay Away са албума Nevermind. Касније је издата на With the Lights Out 2004. и на 20. годишњици албума Nevermind 2011. године.                                                                                 |
| Radio Friendly Unit Shifter   | 1996   | Home Alive: The Art of Self Defense                  | Уживо верзија са концерта у Греноблу 1994. године. |
| Rape Me                       | 1999   | Saturday Night Live: The Musical Performances Vol. 2 | Уживо верзија са наступа у емисији Уживо суботом увече. |